# Espen Eckbo (ekonom)
Espen Eckbo, född den 2 juni 1952, är en norsk ekonom och professor i finansiell ekonomi.

## Utbildning
Eckbo doktorerade i finansiell ekonomi vid University of Rochester, USA, 1981.

## Karriär
Eckbo och var professor vid University of British Columbia, Kanada, 1981-1996 och vid Norwegian School of Management 1993-94.
Han innehade Gösta Olsons professur i finansiell ekonomi vid Handelshögskolan i Stockholm 1996-1998. Han har varit gästprofessor vid MIT, UCLA, INSEAD, Vanderbilt University, och Norwegian School of Economics.
Han innehar för närvarande professuren Tuck Centennial Professor of Finance och är direktör för Center for Corporate Governance vid Tuck School of Business, Dartmouth College.